# Оскар Кортес (футболіст, 2003)
Оскар Мануель Кортес Кортес (ісп. Óscar Manuel Cortés Cortés, нар. 3 грудня 2003, Тумако, Колумбія) — колумбійський футболіст, нападник французького клубу «Ланс» та національної збірної Колумбії.
На правах оренди грає за шотландський «Рейнджерс».

## Ігрова кар'єра

### Клубна
Оскар Кортес є вихованцем футбольної академії столичного колумбійського клубу «Мільйонаріос». Дебютну гру в основі футболіст провів 12 грудня 2022 року. Також Кортес виступав у молодіжному турнірі Кубка Лібертадорес. У складі «Мільйонаріоса» Оскар вигравав Кубок Коулмбії та національний чемпіонат.
Після виступу футболіста на молодіжній першості континенту в його послугах зацікавились європейські клуби. Серед яких був італійський «Торіно». Але сам футболіст в липні 2023 року перейшов до стану французького «Ланса». Першу офіційну гру в новій команді Оскар провів 20 серпня, коли вийшов на заміну у матчі проти «Ренна».

### Збірна
У 2023 році Оскар Кортес брав участь у молодіжному чемпіонаті Південної Америки та молодіжному чемпіонаті світу. 
16 червня 2023 року у товариському матчі проти команди Іраку Кортес дебютував у складі національної збірної Колумбії.

## Титули
Мільйонаріос
 Переможець Кубка Колумбії: 2022
 Чемпіон Колумбії: 2023